# 가르니아과
가르니아과(Garniidae)는 정단복합체충문에 속하는 기생 원생생물과의 일종이다. 정단복합체충류에 속하는 대부분의 종들처럼, 이 과의 모든 종들은 이들의 생활사 기간 동안 2가지의 숙주를 갖는다. 하나는 척추동물이며, 하나는 무척추동물이다. 척추동물 숙주는 파충류 또는 조류지만, 무척추동물 숙주는 대부분 잘 알려져 있지 않다.
이 과의 종들은 적혈구와 다양한 백혈구에 기생한다. 색소반이 보이지는 않지만, 혈액 속에서 무성 생식을 한다.
모식속은 가르니아속(Garnia)이다.

## 하위 속
현재 이 과는 3개 속을 인정하고 있다.
- 팔리시아속 (Fallisia)
- 가르니아속 (Garnia)
- 프로가르니아속 (Progarnia)